# IC 3154
IC 3154 је елиптична галаксија у сазвјежђу Береникина коса која се налази на листи објеката дубоког неба у Индекс каталогу.
Деклинација објекта је + 25° 35' 11" а ректасцензија 12h 19m 33,9s. Привидна величина (магнитуда) објекта IC 3154 износи 15,1 а фотографска магнитуда 16,1. IC 3154 је још познат и под ознакама NPM1G +25.0284, PGC 3089509.